# ایگور مارکویچ
ایگور بوریسوویچ مارکِویچ (روسی: Игорь Борисович Маркевич؛ ۲۷ ژوئیهٔ ۱۹۱۲ – ۷ مارس ۱۹۸۳) یک موسیقی‌دان، آهنگ‌ساز رهبر ارکستر و استاد دانشگاه اهل اوکراین بود. او بعدها به تابعیت کشورهای فرانسه و ایتالیا هم درآمد.
ایگور متغلق یه یک خانواده مشهور و نجیب بود. جدِ پدری او «آندری مارکویچ»، وزیر امور خارجه در دوران سلطنت الکساندر دوم و پدرش نوازنده پیانو بود. پدربزرگ مادری‌اش هم از نقاشان مشهور اوکراین بود. برادرش دیمیتری مارکویچ نیز بعدها یک نوازندهٔ برجستهٔ ویلونسل و پیانو شد.
او دانش‌آموختهٔ «دانشکدهٔ موسیقی پاریس» در رشتهٔ نوازندگی پیانو و آهنگ‌سازی است و در آنجا زیر نظر آلفرد کورتو و نادیا بولانژه تحصیل کرد. نخستین فعالیت جدی حرفه‌ای‌اش، نوشتن و اجرای یک کنسرت پیانو، به درخواستِ سرگئی دیاگیلف در سال ۱۹۲۹ میلادی بود.